# Krsto Odak
Krsto Odak (Siverić, 20. ožujka 1888. – Zagreb, 4. studenog 1965.), hrvatski skladatelj i glazbeni pedagog.

## Školovanje
Dane svog školovanja provodi u Sinju, Šibeniku i Makarskoj otkrivajući svoj smisao za glazbu u radu s Ivanom Ocvirkom i Matijašem Melchiarom. Otišavši potom na teološke studije u München, istodobno je studirao kod uvaženog njemačkog glazbenika patera Hartmanna. Nakon povratka u domovinu 1913. godine kao svećenik djeluje u Sinju i obližnjem Otoku. Godine 1919. napušta svoje dotadašnje zanimanje i odlazi na studij glazbe u Prag u klasu uglednog češkog skladatelja Vítězslava Nováka. 
Od tada se posve posvećuje glazbi te svoj prvi umjetnički uspjeh postiže već na apsolventskom koncertu kada njegova "Sonata za violinu i glasovir" dobiva prvu nagradu. Po povratku u Zagreb postaje profesorom na Muzičkoj akademiji u kojoj djeluje do umirovljenja 1961. godine. Umro je 04. studenog 1965. g. u 78. godini života i pokopan je na zagrebačkom groblju Mirogoj.

## Umjetnička ostavština
Odakova umjetnička ostavština ima više od 80 numeriranih i nenumeriranih opusa. Svoj glazbeni stil Odak je već navijestio u svojim prvim radovima. U njima se lako može primijetiti sklonost polifonom oblikovanju, te naglašavanju folklornih obilježja koja je jasno vidljiva i u njegovim kasnijim djelima. Ipak, prihvaćajući pozitivne suvremene kompozicijske tehnike, skladatelj je postepeno obogaćivao svoja izražajna sredstva, osobito harmoniju, što se najviše ocrtavalo u proširenju njezinih temelja starim modalitetima. Ipak, glavno Odakovo izražajno sredstvo bila je i ostala melodija. U svim glazbenim formama kojih se dotakao, Odak je stvorio vrijedna umjetnička djela koja su, bez sumnje, u velikoj mjeri obogatila hrvatsku glazbenu kulturu.

### Sakralna glazba na latinskom i hrvatskom jeziku
Zborske skladbe duhovne sadržajnosti su ujedno i prapočetak uopće skladateljskog rada K. Odaka. Njegove najranije skladbe su dakle duhovne skladbe i to iz 1911. g. (objavljene u časopisu "Sv. Cecilija"); npr. "Veni dulcis Jesu" (ženski zbor) i "U slavu Sv. Srca" (za mješoviti zbor i ujedno jedina na hrvatskom jeziku). Iz 1912. g. treba istaknuti muške zborove "Ave Maria" i "Christus Factus Est", te "Laudate Dominum" i "O Sacru Convivum". Također u to doba nastaje i veće djelo misa na latinskom u B-Duru (1914). Ovdje su nabrojane samo važnije skladbe, međutim taj prvi opus ima 32 izvorne skladbe duhovnog sadržaja i 9 harmonizacija crkvenih napjeva.
Sakralna glazba na staroslavenske tekstove. Ipak, ovo drugo, kasnije Odakovo stvaralaštvo, tj. skladateljski rad na duhovnim skladbama na staroslavenske tekstove spada u njegov vrhunac ne samo duhovne nego uopće skladateljske ostavštine. 
Visoki glazbenički nivo Odak upravo ovim skladbama na sjajan glazbenički nivo uzdiže staroslavensko pjevanje, grkokatoličku liturgiju, kao i naše glagoljaško pjevanje i našu ćirilometodsku tradiciju iz koje crpi i povijesno nadahnuće kao i glazbene teme i motive. Upravo zato je ovaj drugi dio njegovog ukupnog duhovnog opusa vredniji i značajniji. On je potpuno odakovski suveren, originalan i vrijedan. Ali, tim skladbama on zadire i u našu prošlost, on podsjeća da smo jedini narod katoličke crkve koji je uspio održati skoro tisuću godina liturgiju na narodnom jeziku (dok je čitava katolička Crkva koristila latinski do 1965. g.). Posebno su za to zaslužni tzv. popovi glagoljaši djelujući u nekim biskupijama uz Jadransko more i tako zadržavši tradiciju liturgije na narodnom jeziku neprekinuto od sv. Ćirila i Metoda i trena kada je svetoj slavenskoj braći papa Hadrijan II. u 9. st. odobrio u Rimu u bazilici sv. Marije Velike liturgiju koju su oni preveli na narodni jezik. Odak je tako oživio kroz glazbeni izričaj i tekst dio naše prošlosti o kojoj prilično malo znademo. I zato, ne umanjujući vrijednost niti jednog svjetski poznatog skladatelja (čija se djela kod naših crkvenih zborova (pre)često izvode), ipak bi se trebalo zamisliti nad programima koncerata i liturgija tih naših crkvenih zborova koji bi trebali biti promicatelji narodne riječi za koju smo se kroz povijest toliko borili. Stoga češće i ustrajnije izvedbe domaćih skladatelja (poput Odakovih djela) svakako bi pridonijele tom cilju.

## Vanjske poveznice
- Virtualni muzej tradicijske glazbe Međimurja: Krsto Odak (životopis)  Arhivirana inačica izvorne stranice od 10. rujna 2011. (Wayback Machine)
- Osnovna glazbena škola »Krsto Odak«, Drniš: životopis Krste Odaka
- HDS ZAMP: Krsto Odak (popis djela)
- Šibenik In  Arhivirana inačica izvorne stranice od 3. listopada 2016. (Wayback Machine) Obilježena 50. obljetnica smrti velikog skladatelja Krste Odaka, 11. studenoga 2015.